# Amphicoma latouchei
Amphicoma latouchei är en skalbaggsart som beskrevs av Leon Fairmaire 1899. Amphicoma latouchei ingår i släktet Amphicoma och familjen Glaphyridae. Inga underarter finns listade i Catalogue of Life.